# Paralimnophila apicalis
Paralimnophila apicalis là một loài ruồi trong họ Limoniidae. Chúng phân bố ở miền Australasia.